# Navares de las Cuevas
Navares de las Cuevas es un municipio y localidad española del nordeste de la provincia de Segovia, en la comunidad autónoma de Castilla y León.

## Geografía

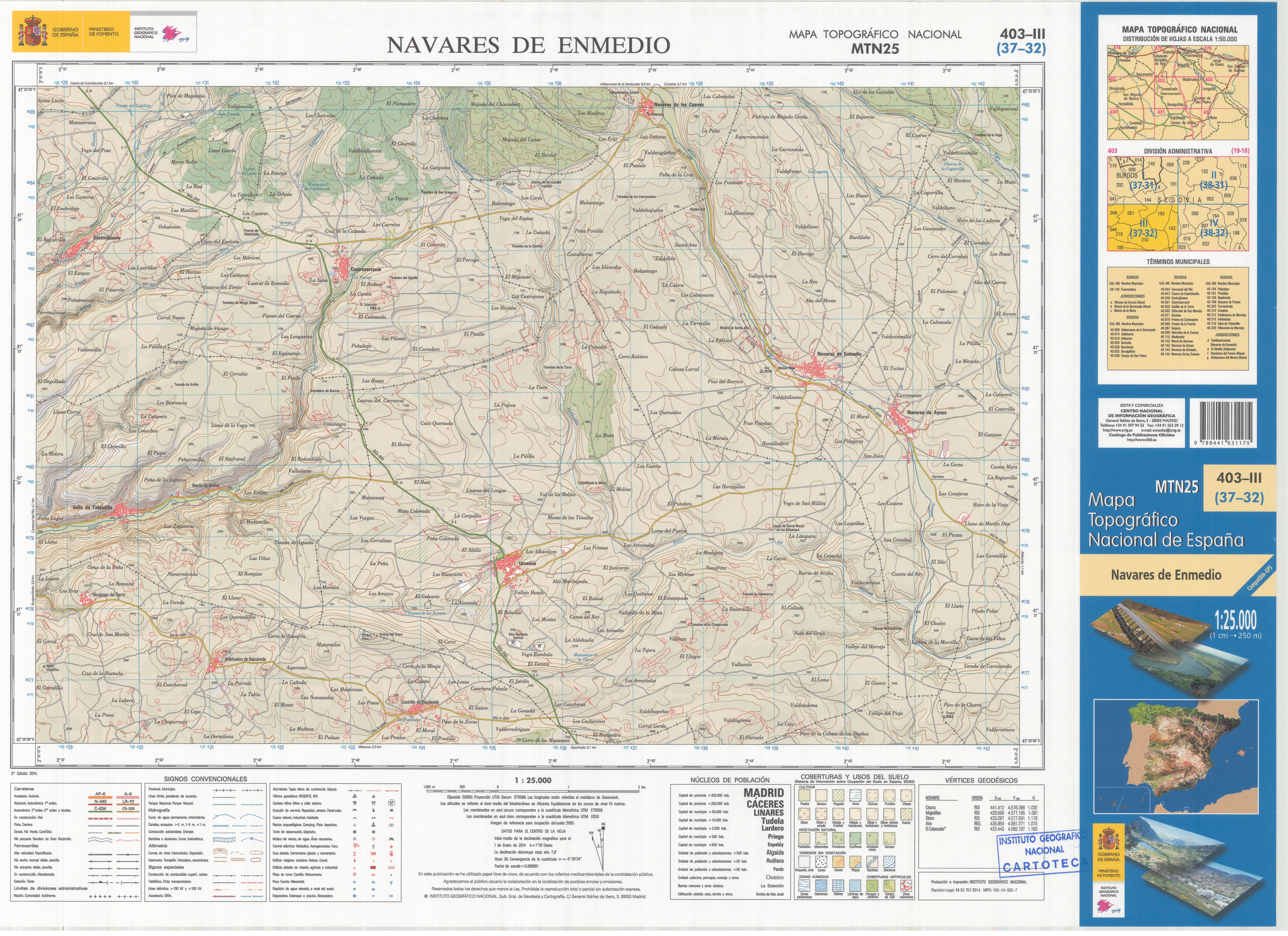
Fragmento de la hoja 403 del Mapa Topográfico Nacional de España de 2014 en el que se representa parte de Navares de las Cuevas

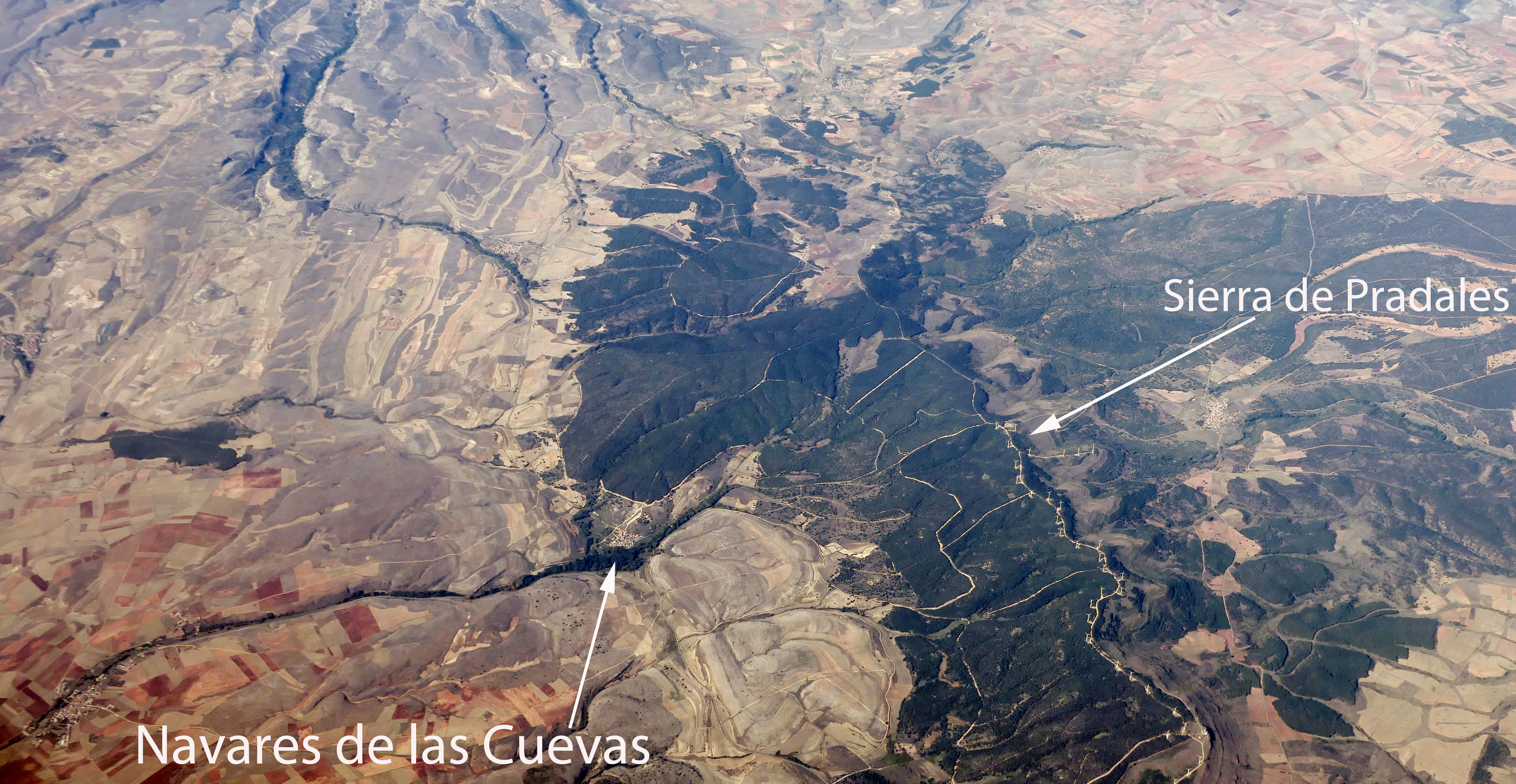
Vista aérea de Navares de las Cuevas y la Sierra de Pradales

| Noroeste: Aldeanueva de la Serrezuela | Norte: enclave de Valdelasfuentes (Navares de Enmedio) | Noreste: Carabias           |
| Oeste: Torreadrada, Castroserracín    |                                                        | Este: Navares de Enmedio    |
| Suroeste: Castroserracín              | Sur: Urueñas                                           | Sureste: Navares de Enmedio |

## Historia
El territorio es repoblado durante la Reconquista por la Comunidad de Villa y Tierra de Sepúlveda, quedando encuadrada dentro del Ochavo de las Pedrizas y Valdenavares.

## Demografía
Cuenta con una población de 25 habitantes (INE 2024).
| Gráfica de evolución demográfica de Navares de las Cuevas entre 1842 y 2021                                           |
| |
| Población de derecho según los censos de población del INE. Población de hecho según los censos de población del INE. |

## Administración y política

### Lista de alcaldes
| Periodo   | Nombre                    | Partido | Partido                                  |
| --------- | ------------------------- | ------- | ---------------------------------------- |
| 1979-1983 | Gabino García Pecharromán |         | UCD                                      |
| 1983-1987 | Gabino García Pecharromán |         | AP-PDP-UL                                |
| 1987-1991 | Santos Vallejo García     |         | PDP                                      |
| 1991-1995 | Santos Vallejo García     |         | PP                                       |
| 1995-1999 | Santos Vallejo García     |         | PP                                       |
| 1999-2003 | Vicente Robisco López     |         | PP                                       |
| 2003-2007 | Vicente Robisco López     |         | PP                                       |
| 2007-2011 | Vicente Robisco López     |         | PP                                       |
| 2011-2015 | Vicente Robisco López     |         | PP                                       |
| 2015-2019 | Vicente Robisco López     |         | PP (2015 - 05.2018) VOX (05.2018 - 2019) |
| 2019-2023 | Vicente Robisco López     |         | VOX                                      |
| 2023-act. | Emilio Utrilla Sobrino    |         | NCV (vinculado al PCAS-TC)               |

### Resultados en laselecciones municipales

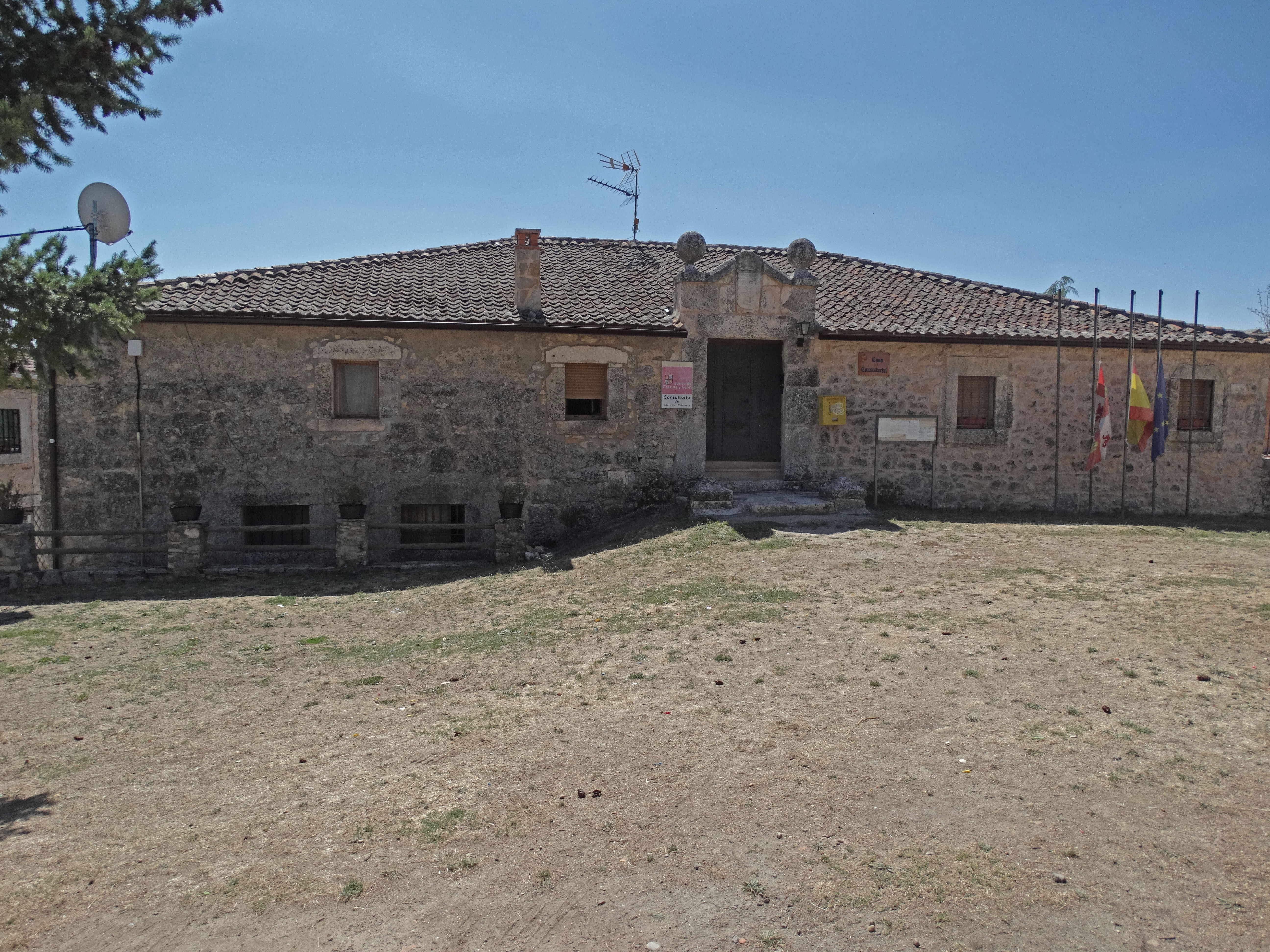
Casa consistorial

#### mayo de 2019
En los municipios que funcionan en régimen de concejo abierto el gobierno y la administración del municipio corresponde a un Alcalde (elegido mediante escrutinio mayoritario uninominal) y a una Asamblea vecinal de la que forman parte todos los electores.
| Elecciones municipales de 2019 | Elecciones municipales de 2019 | Elecciones municipales de 2019 | Elecciones municipales de 2019 | Elecciones municipales de 2019 |
| Partido político               | Candidato                      | Votos                          | Porcentaje                     | Elegido alcalde                |
| ------------------------------ | ------------------------------ | ------------------------------ | ------------------------------ | ------------------------------ |
| Vox                            | Vicente Robisco López          | 12                             | 80%                            | Sí                             |
| PSOE                           | Ana Águeda Maroñas             | 1                              | 6,67%                          | No                             |
| PP                             | Javier Gallardo Martínez       | 0                              | 0%                             | No                             |
| Censo                          | Censo                          | 16                             | 100%                           |                                |
| Votantes                       | Votantes                       | 15                             | 93,75%                         |                                |
| Votos válidos                  | Votos válidos                  | 15                             | 93,75%                         |                                |
| Abstenciones                   | Abstenciones                   | 1                              | 6,25%                          |                                |
| Blancos                        | Blancos                        | 2                              | 12,5%                          |                                |
| Nulos                          | Nulos                          | 0                              | 0%                             |                                |

## Cultura

### Patrimonio
- Ermita, en ruinas, de San Cristóbal en el despoblado de Hortezuela
- Iglesia de San Mamés
- Ermita de la Virgen del Barrio
- Palacio de los Marqueses de Revilla

### Fiestas
Los días 17 y 18 de agosto se celebran las fiestas de San Mamés, que comienzan con la tradicional pingada del mayo, la tarde del día 16, y a finales de mayo la fiesta de Hortezuela.